# Paul Saladin Leonhardt
Pour les articles homonymes, voir Leonhardt.
Paul Saladin Leonhardt est un joueur d'échecs, un théoricien des échecs et un journaliste allemand né le 13 novembre 1877 à Posen en province de Posnanie et mort le 14 décembre 1934 à Königsberg.

## Biographie
Né en 1877 dans une famille juive à Posen dans l'Empire allemand, aujourd'hui en Pologne, Leonhardt est journaliste de profession et un joueur d'échecs avec un profil bas et peu de victoires en tournoi, ce qui fait qu'il est largement oublié par les livres d'histoire. Cependant, à son meilleur, il réussit à vaincre la plupart des joueurs d'élite de son temps.
Il vit la majorité de sa vie en Allemagne et dispute des tournois de 1903 à 1933. 
Il meurt d'une crise cardiaque à Königsberg lors d'une partie d'échecs.

## Carrière
Paul Saladin Leonhardt remporta les tournois de : 
- Dresde 1903 (tournoi de Saxe),
- Hilversum 1903 (congrès de la fédération néerlandaise, 12 / 14, remporté devant Duras),
- Londres 1904-1905 (championnat du club de Londres),
- Hambourg 1905 (devant Süchting et Fahrni),
- Copenhague 1907 (5,5 / 8, +3 =5, devant Géza Maróczy et Carl Schlechter),
- Leipzig 1910 (tournoi d'hiver),
- Königsberg 1926 (devant Hermanis Matisons),
- Zoppot 1931.

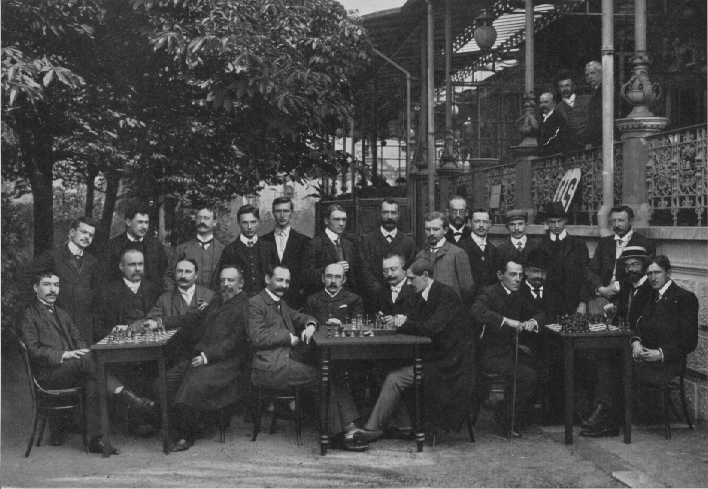
Tournoi d'échecs de Karlsbad de 1907 : (assis) Rubinstein, Marco, Fähndrich, Tschigorin, Schlechter, Hofter, Tietz, Maróczy, Janowski, Dr. Neustadtl, Drobny, Marshall, (debout) Niemzowitsch, Wolf, Mieses, Cohn, Johner, Leonhardt, Salwe, Vidmar, Berger, Spielmann, Dus-Chotimirski, Tartakower, Dr. Olland.

Il finit deuxième des tournois de Brighton 1904, Göteborg 1909 (tournoi nordique, derrière Vidmar), Stockholm 1909 (derrière Spielmann), Manheim 1922 (tournoi thématique, derrière Tarrasch) et Duisbourg 1929 (congrès de la fédération allemande remporté par Carl Ahues). Il termina troisième aux tournois d'Ostende 1906 (tournoi thématique sur le gambit Rice, ex æquo avec Blackburne) et de Carlsbad 1907 (13,5 / 20, devant Nimzowitsch et Schlechter). 
En match, il battit Mortimer à Londres en 1904 (6,5 à 1,5, +5 =3), Moishe Lowcki (en) à Leipzig en 1910 (7,5 à 2,5) et 1913 (5,5 à 1,5) et Nimzowitsch à Hambourg en 1911 (4,5 à 0,5, +4 =1), contre Jenö Székely (hu) en 1914 à Munich. Il fit match nul contre Rudolf Loman (de) (5 à 5) à Londres en 1904, contre Süchting à Hambourg en 1906 et en 1912, contre Hans Fahrni en 1914,  Curt von Bardeleben en 1921 à Berlin. Il perdit des matchs contre Mieses à Londres en 1905 (1,5 à 5,5), contre  Teichmann à Hambourg en 1905 (1 à 2), contre Spielmann à Munich en 1906 (6,5 à 8,5) et contre Marshall à Hambourg en 1911 (3 à 4).
Leonhardt mourut d'une crise cardiaque alors qu'il disputait une partie d'échecs à Königsberg en décembre 1934.

## Contributions à la théorie des ouvertures
Le nom de Leonhardt a été donné à deux variantes d'échecs :
- le contre-gambit Leonhardt, variante du gambit Evans accepté : 1. e4 e5 ; 2. Cf3 Cc6 ; 3. Fc4 Fc5 ; 4. b4 Fxb4 ; 5. c3 Fa5 ; 6. d4 b5.
- la variante Leonhart, variante de la Sicilienne classique, parfois appelée variante Sozine : 1. e4 c5 ; 2. Cf3 d6 ; 3. d4 cd4 ; 4. Cd4 Cc6 ; 5. Cc3 Cf6 ; 6. Fc4.

Il est l'auteur d'un livre sur la partie espagnole : Zur  spanischen Partie, publié en 1913.